# Maria del Carme García-Nieto París
María del Carmen García-Nieto París (Barcelona, 19 de juliol de 1928 - 1 de desembre de 1997) va ser una historiadora espanyola, compromesa amb els moviments de cristians de base, va estar afiliada al Partit Comunista i a Iniciativa per Catalunya. Al costat del seu germà Joan N. García-Nieto, Alfons Comín i altres activistes cristians va ser cofundadora de Cristians pel Socialisme. Militant en el moviment feminista, el seu treball va tenir un paper decisiu en l'impuls dels estudis històrics de dones a Espanya i la incorporació de la història de les dones com a camp de recerca a la universitat i el món acadèmic espanyol. Va combinar la recerca i la didàctica. El 1988 va impulsar la creació de l'Institut de Recerques Feministes de la Universitat Complutense de Madrid pioner en recerques de gènere a la universitat espanyola.

## Biografia

### Primers anys
Va néixer en el si d'una família burgesa i carlista, fundadora de la Banca Riba i García. Era la major de tres germans, el segon dels quals, Joan N. García-Nieto jesuïta cofundador del moviment Cristians pel Socialisme i conegut lluitador antifranquista. La seva mare va morir aviat i ella, la major, va haver de donar suport a l'educació dels seus germans.
Els escrits sobre la seva biografia destaquen que María del Carmen va viure la fe cristiana des del seu naixement. La seva família era creient i el seu pare, Juan García-Nieto era un conegut dirigent en els moviments catòlics d'Espanya sensibilitzat pels problemes socials. Des d'aquesta educació cristiana familiar la seva fe va evolucionar cap a posicions progressistes amb els moviments de l'església més compromesos.
Va estudiar en un col·legi de religioses a Barcelona durant la Segona República. Va viure la guerra civil espanyola a les dues zones. Quan tenia vuit anys des de la balconada de la seva casa va presenciar l'arribada de les Brigades Internacionals a Barcelona per defensar les llibertats davant el feixisme, i la seva família es va traslladar de la zona republicana cap a la zona franquista.
El seu pare Juan García-Nieto va ser detingut pels milicians a l'inici de la Guerra Civil i alliberat als pocs dies. La família es va traslladar a Sant Sebastià on va romandre durant la contesa.
Va estudiar Filosofia i Lletres a la Universitat de Barcelona i va realitzar la seva tesi amb Jaume Vicens Vives sobre "La premsa diària de Barcelona de 1895 a 1900". També va ser deixebla de Pierre Vilar, Manuel Tuñón de Lara i Josep Fontana, amb qui li unia una gran amistat.

### Professora a la Universitat Complutense de Madrid
El 1962 va començar a treballar com a professora ajudant en el Departament d'Història de la Facultat de Geografia i Història de la Universitat Complutense de Madrid departament del que va ser adjunta per oposició del departament d'Història Contemporània i on va treballar durant més de trenta anys fins a la seva jubilació. El punt final de la seva activitat acadèmica com a professora ajudant en el Departament d'Història de la Facultat de Filosofia i Lletres de la Universitat Complutense de Madrid va ser el 24 de maig de 1993 amb una lliçó magistral sobre la història oral.
També va fer classes a l'Escola Popular d'Adults Els Pins de Sant Agustín al barri madrileny de Palomeras on es traslladà a viure per estar més a prop i integrar-se en les seves associacions veïnals. Fruit de la seva experiència a l'escola publica va publicar La paraula de les dones. Una proposta didàctica per fer història (1931-1990.
Va impartir xerrades a la universitat, als barris, en el moviment feminista i on pogués contribuir al derrocament de la dictadura franquista i la instauració de la democràcia.
Va col·laborar amb importants obres de divulgació universitària de la historiografia que unia l'exili amb els joves historiadors de l'oposició al franquisme. Els seus estudis es van centrar fonamentalment en la Segona República Espanyola, la Guerra Civil i el franquisme investigant-ho, segons els qui han analitzat el seu treball, des d'una perspectiva "comprensiva i conciliadora".
Del seu treball destaca també la seva participació com a coordinadora de la Història d'Espanya (1991) de Manuel Tuñón de Lara editada per editorial Labor.

### Creació de l'Instituto de Investigaciones Feministas
El 1983 va aglutinar a un grup de professores i alumnes de Tercer Cicle en Humanitats i Ciències Socials per sumar esforços en l'àmbit dels estudis feministes. Les primeres reunions es van celebrar en el seu despatx en la Facultat de Geografia i Història de la Universitat Complutense de Madrid on es va guardar el primer arxiu de l'institut.
El gener de 1985 va coordinar l'organització del seminari Dones: ciència i pràctica política germen de l'actual Institut de Recerques Feministes.
Se la considera, juntament amb Mary Nash, Rosa Capel, Geraldine Scanlon o Ángeles Durán una de les professores les activitats de les quals ajuden a consolidar la història de les dones com a camp de recerca a la universitat i el món acadèmic espanyol.
També a la Universitat Complutense de Madrid va impulsar la creació del Seminari de Fonts Orals.

### Retorn a Barcelona
De 1994 a 1996, ja jubilada de la universitat espanyola, va ser professora de la Universidad Centroamericana José Simeón Cañas (UCA) dels jesuïtes al Salvador.
El 1995 es va retirar a Barcelona per completar l'obra empresa pel seu germà, el jesuïta Juan García-Nieto en la Fundació Utopia, creada per ell i dedicada a l'estudi del moviment obrer de la zona. Va acabar amb la recollida de testimoniatges orals dels líders sindicals de la comarca del Baix Llobregat. Entre els dos van recollir seixanta-quatre relats que no va arribar a veure'ls veure publicats.
També es va implicar en la Coordinadora contra la marginació de Cornellà amb la qual va tenir la seva última reunió de treball tres setmanes abans de la seva mort. Va morir a Barcelona al desembre de 1997.

## Honors i distincions
- L'1 de desembre de 1998 la Facultat de Geografia i Història, el Departament d'Història Contemporània i l'Institut de Recerques Feministes li van retre un homenatge pòstum en el Saló de Graus de la Facultat de Geografia i Història.[3]

## Publicacions
- Guerra Civil española, 1936-1939. (1982) Salvat
- Historia de España, 1808-1978 4 volúmenes. En colaboración con Esperanza Yllán Calderón. Barcelona, Crítica.
- "Unión de Muchachas", un modelo metodológico. En La mujer en la historia de España (siglos XVI-XX) : actas de las II Jornadas de Investigación Interdisciplinaria. Coordinación Pilar Folguera 1990, 84-7477-022-X, págs. 313-331[7]
- La palabra de las mujeres. Una propuesta didáctica para hacer historia (1931-1990). (1991) Editorial Popular
- Historia de España. (1991) Coordinadora. Editorial Labor
- Cuadernos de Historia Contemporánea vol. 20 (1998) María del Carmen García-Nieto y Gloria Nielfa pp. 245–256
- Interacción entre pensamiento feminista e historiografía en España 1976-1986. En Mujeres y hombres en la formación del pensamiento occidental. (1989) Actas de las VII Jornadas de Investigación Interdisciplinaria. 2 vols. Madrid, Ediciones de la UAM, vol. 2, pp. 385–399
- Les études féministes à l'Université: besoins et contradictions. Congreso: Concepts et realité des études féministes. Universidad Libre de Bruselas, 1989. Celia Amorós, Pilar Domínguez, Concha Fagoaga, María del Carmen García-Nieto, Gloria Nielfa, Carmen Sarasúa y Mariló Vigil.
- Vías de incorporación del conocimiento sobre las mujeres a los estudios universitarios. Comunicación en el I Encuentro Mujer y Discurso Científico. Universidad de Valencia, 1987. Celia Amorós, Pilar Domínguez, Concha Fagoaga, María del Carmen García-Nieto, Guadalupe Gómez-Ferrer, Gloria Nielfa y Mariló Vigil.